# Haram (islam)
Haram (arab. ‏حرام‎, dosł: „to, co zakazane”) – islamskie określenie wszystkiego, co jest zakazane (przeciwieństwo halal – „tego, co nakazane”); może to dotyczyć zarówno miejsc, jak i uczynków.
Terminem haram określa się otoczenie świątyni w Mekce, Medynie i Jerozolimie, gdzie obowiązuje zakaz zabijania oraz zakaz przebywania niemuzułmanów.
W meczecie terminem haram czasem określa się salę modlitw, do której obowiązywał – niekiedy nadal obowiązuje – zakaz wstępu obcym, niemuzułmanom, w obuwiu, w stanie nieczystości rytualnej (przed dokonaniem ablucji), oraz głównie w przypadku kobiet, z odkrytą głową.
Od tego słowa pochodzi także nazwa harem, oznaczająca pomieszczenie dla kobiet i dzieci w domu muzułmańskim, do którego obowiązuje zakaz wstępu dla mężczyzn, z wyjątkiem domowników.